# Derek Parfit

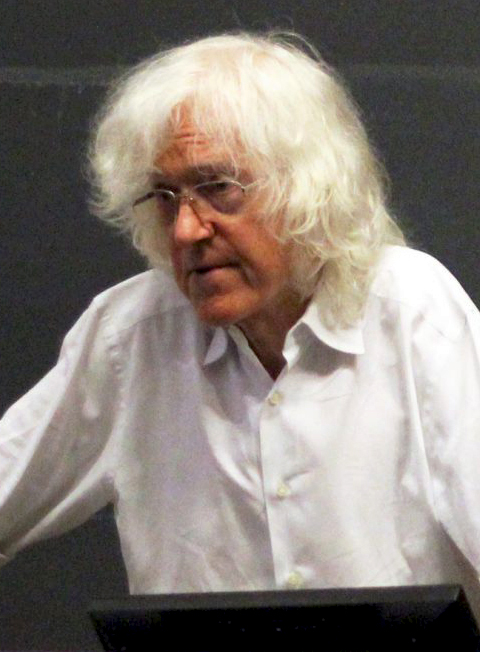
Derek Parfit (April 2015)

Derek Antony Parfit (* 11. Dezember 1942 in Chengdu, China; † 1. Januar 2017 in Oxford) war ein britischer Philosoph, der am All Souls College der University of Oxford forschte. Parfits Schwerpunkte waren Fragen der personalen Identität, der normativen Ethik und der Moralbegründung.

## Leben
Parfits Eltern, Norman und Jessie Parfit, geborene Browne, waren beide Mediziner, die seit 1935 in China als Lehrer für präventive Medizin an verschiedenen Missionsschulen tätig waren. Ein Jahr nach Parfits Geburt kehrten sie 1943 nach England zurück, wo Parfit das Eton College besuchte. Während seiner Schulzeit schrieb er eine Reihe Gedichte, die er auch im Journal des Colleges veröffentlichte. Sein Studium der neueren Geschichte absolvierte er ab 1961 am Balliol College der University of Oxford mit dem Abschluss des B.A. 1964. In den Jahren 1965 und 1966 studierte Parfit als Harkness Fellow an der Columbia University sowie an der Harvard University Philosophie. Mit seiner Rückkehr nach Oxford wurde er Fellow am All Souls College aufgrund eines gewonnenen Preises. Hier wirkte er, ohne je einen akademischen Abschluss in Philosophie abgelegt zu haben, ab 1974 als Junior Fellow, Research Fellow (ab 1981) und Senior Research Fellow (ab 1984) bis zu seiner Emeritierung im Jahr 2010. Parfit war Gastprofessor unter anderem an der Harvard University, Rutgers University, Princeton University, Temple University, Rice University und der University of Colorado at Boulder. 1986 wurde er in die British Academy, 1992 in die American Academy of Arts and Sciences gewählt.
Parfit war ambitionierter Architektur-Photograph und reiste zu diesem Zweck mehrfach nach Venedig und St. Petersburg. Er lebte während seiner beruflichen Zeit nahezu ausschließlich im All Souls College. Im Jahr 2014 erhielt er den Rolf-Schock-Preis im Bereich Philosophie für seine grundlegenden Beiträge zur personalen Identität, für seine Betrachtung über künftige Generationen und seine Analyse der Struktur ethischer Theorien.
Derek Parfit und die Philosophin Janet Radcliffe Richards heirateten nach langjähriger Partnerschaft im Jahr 2010.
Parfit unterstützte die soziale Bewegung des effektiven Altruismus. Als Mitglied der Organisation Giving What We Can verpflichtete er sich öffentlich, mindestens zehn Prozent seines Einkommens an effektive Organisationen zu spenden.

## Werk
Derek Parfit gilt als einer der einflussreichsten Ethiker der Gegenwart. Sein erstes großes Werk Reasons and Persons aus dem Jahr 1984 erregte besondere Aufmerksamkeit, weil er hier in einer detailreichen Analyse die Auffassung vertrat, dass personale Identität keine wesentliche Voraussetzung für die Beschreibung der Wirklichkeit ist und dass es keine eindeutige Bestimmung personaler Identität gäbe. Über einen Zeitraum fortbestehende (diachrone) personale Identität beschrieb er im Wesentlichen als psychologische Kontinuität aufgrund von sich überlappenden Strängen der Erinnerungen, Intentionen, Überzeugungen, Ziele, Wünsche oder entsprechender Charaktereigenschaften. Für personale Identität sei es nicht notwendig, dass eine körperliche Identität vorliege. Es reiche die schwächere Relation der psychologischen Verknüpfung. Ziel von Parfits Konzept war es, die enge Verknüpfung von Rationalität und Eigeninteresse aufzubrechen, denn dadurch, dass wir im Verlaufe unseres Lebens nicht dieselben Personen bleiben, sollten wir uns weniger auf das unscharfe rationale Selbst konzentrieren und stärker die Menschheit als Ganzes in den Blick nehmen. Der Hintergrund der These ist die Frage, ob es von Bedeutung ist, dass bei der Bewertung von Weltzuständen, also ethischen Fragestellungen, eine Abhängigkeit von dem bewertenden Individuum besteht. Parfit entwickelt hier einen normativen Realismus, aus dem er folgert, dass die Frage der personalen Identität von geringerer Bedeutung für Fragen der Ethik ist als die nach dem Überleben. Der ethische Standpunkt hat eigene Maßstäbe, für die es nicht wesentlich ist, in welcher Form eine Person existiert und weiterlebt.
Michael Quante, der Parfits Konzept als Provokation einstuft, hat einen Überblick über die maßgeblichen Kritiken zusammengestellt. Zum einen basiert Parfits Argumentation wesentlich auf Gedankenexperimenten zum Nachweis, dass psychische Kontinuität und Identität auseinanderfallen können. Hiermit kann eine biologische Konzeption der Identität nicht überwunden werden. Weiterhin ist bei für die Ethik relevanten Bewertungsfragen eine rein logische Argumentation nicht ausreichend. Auch ist bei ethischen Fragen die personale Identität immer dann relevant, wenn es zum Zweck der Handlung gehört, dass der Handelnde am Ergebnis der Handlung teilhat. Eltern möchten z. B. erleben, dass ihre Kinder ein gelingendes Leben haben. Parfit vernachlässigt nach einem Argument von Christine Korsgaard zudem, dass eine Person nicht nur durch passive Erfahrungen, sondern auch durch aktives Handeln bestimmt ist. Als Handelnder setzt aber der Mensch mit der praktischen Vernunft die Identität voraus. So ist es durchaus sinnvoll, jetzt Schmerzen auf sich zu nehmen, um später ein viel gravierenderes Leiden zu vermeiden.
Aus der Auffassung, dass sich die Persönlichkeit im Laufe der Zeit ändert, entwickelt Parfit das Problem der Nicht-Identität (Kapitel 16, Nicht-Identitätsproblem). Indem der Mensch wählt, beeinflusst er die Zukunft. Damit legt er auch fest, wer in einer ferneren Zukunft lebt. Standardmäßig befasst die Moralphilosophie sich mit der Frage, wie die existierenden Menschen durch unsere Handlungen beeinflusst werden. Betrachtet man das Problem der Verantwortung für künftige Generationen (Generationengerechtigkeit), ergibt sich eine erweiterte Problematik. Dadurch, dass wir keine bestimmte Person durch unsere Handlungen beeinträchtigen – denn wer später lebt, wird erst durch unsere Handlungen festgelegt und ist uns heute unbekannt –, kann es auch keine „Opfer“ unserer Handlungen geben. Das Beispiel ist eine kranke Frau, die im Fall einer sofortigen Schwangerschaft ein behindertes Kind zur Welt bringen wird oder bei einer späteren Schwangerschaft ein gesundes Kind. Verschiebt sie die Schwangerschaft, kommt das behinderte Kind nicht zur Welt, auch wenn es trotz seiner Behinderung ein sehr glücklicher Mensch geworden wäre. Andererseits könnte das potenzielle gesunde Kind wesentlich weniger glückliche Lebensumstände haben. Kann die Frau mit Recht dem potenziellen behinderten Kind das Leben verweigern? Logisch ist die Frau weder für das eine noch für das andere Schicksal verantwortlich.
Eine weitere Betrachtung der Nicht-Identität führt Parfit zu der „abscheulichen Schlussfolgerung“ (repugnant conclusion). Hier zeigt er, dass es gemäß dem utilitaristischen Prinzip, das das größte Glück der größten Zahl zum Ziel bestimmt, unter sonst konstanten Bedingungen besser ist, wenn es eine sehr große Zahl von Menschen mit einem niedrigen Lebensstandard in der Welt gibt, als eine kleinere Zahl von Menschen mit einem deutlich höheren Lebensstandard – solange nur alle individuellen Lebensstandards positiv bewertet werden. Parfit legt hier eine Variante des Unmöglichkeitstheorems von Kenneth Arrow mit besonderem Bezug auf die Moralphilosophie vor.
2011 erschienen die ersten zwei Bände von On What Matters, ein umfassendes Werk über Rationalität und die Struktur von Begründungen, in dem Kantische Ethik, der Kontraktualismus von Thomas M. Scanlon und der Konsequentialismus von Henry Sidgwick miteinander verbunden werden. Es war, so Parfit, ein Fehler, zwischen diesen konkurrierenden Theorien große Unterschiede anzunehmen (Band 1, xxiii und S. 418–419). Diese Theorien haben aus Parfits Sicht denselben Berg aus verschiedenen Richtungen erklommen (Band 1, S. 419). Nach einem Eintreten für die Objektivität von Handlungsgründen (Kapitel 1) entwickelt Parfit sein Konzept einer „Triple Theory“ (Teil 2 und 3) aus einer angenäherten Formulierung der jeweils unterschiedlichen Grundprinzipien.
Jedermann sollte den Prinzipien folgen,
- deren universelle Akzeptanz die Dinge am besten macht (Konsequenzialismus),
- deren universelle Akzeptanz jedermann rational wollen kann (kantischer Kontraktualismus),
- die niemand vernünftigerweise zurückweisen kann (Scanlons Kontraktualismus).

Diese Einzelprinzipien fügt Parfit zu einem gemeinsamen Prinzip zusammen:
Eine Handlung ist gerade dann falsch, wenn solche Handlungen durch die Prinzipien, die „optimific“ sind, verboten sind, die allein universell wünschenswert und vernünftigerweise nicht zurückzuweisen sind. Mit dem Kunstwort „optimific“ bezeichnet Parfit dabei das Prinzip des Konsequenzialismus, „beste Ergebnisse“ zu fordern.
Im zweiten Band des Werkes, das aus den Tanner Lectures der Universität Berkeley im Jahr 2002 hervorgegangen ist, sind die ausgearbeiteten Diskussionsbeiträge zu den Vorlesungen von Susan Wolf, Allen W. Wood und T. M. Scanlon sowie ein späterer Kommentar von Barbara Herman (Teil 4) und die ausführlichen Antworten von Parfit (Teil 5) enthalten. Im Weiteren stellte Parfit seine metaethische Position dar (Teil 6). Er verteidigte erneut einen objektiven Realismus moralischer Normen. Dabei wollte er zeigen, dass ein moralischer Fortschritt möglich ist und dass hieran gearbeitet werden sollte.
Wie auch sein erstes Werk hat On What Matters breite Diskussionen ausgelöst. Dazu beigetragen hat, dass Parfit das ausgearbeitete Manuskript einem breiten Kreis von Personen zur Verfügung gestellt hat, die vor der Veröffentlichung hierzu Stellung nehmen konnten. Infolgedessen konnte Parfit auf entsprechende Einwände und Kommentare eingehen. Der erste Sammelband mit kommentierenden Aufsätzen erschien vor dem Buch selbst. Dennoch bleiben kritische Stimmen. So wurde ihm vorgehalten, dass er eine rein rationalistische Theorie vorgelegt hatte, in der die auf Hobbes und Hume zurückgehende empiristische Auffassung, dass Emotionen die maßgebliche Grundlage moralischen Handelns seien, überhaupt nicht berücksichtigt wurde, obwohl diese in der modernen Moralpsychologie, den Neurowissenschaften und der Philosophie des Geistes erhebliches Gewicht hat. Ähnlich fehlen die Tugenden und Charaktereigenschaften als bedeutende Grundlage moralischen Handelns in Parfits Konzept. Auch werden etwa Auffassungen von Isaiah Berlin oder Bernard Williams nicht gehört, die auf die fehlende Vereinbarkeit und Vielfalt unterschiedlicher Moralprinzipien hinweisen. Kritisiert wurde auch, dass die Darstellung der kantischen Philosophie eine Verzerrung ist und so eine Unterordnung unter den Regel-Konsequentialismus erzeugt wird. Dabei können klassische Konflikte wie das Trolley-Problem nicht einer einheitlichen Lösung zugeführt werden. Philip Kitcher hielt Parfit vor, dass sein Rationalismus – trotz vielfältiger, allerdings teils unrealistischer Gedankenexperimente – auf einem unscharfen und nicht nachvollziehbarem Intuitionismus beruhe, der einem an der menschlichen Praxis orientierten Naturalismus unterlegen sei.
In On What Matters argumentiert Parfit für eine starke moralische Hilfsverpflichtung wohlhabender Menschen gegenüber Armen. Er verglich den Glauben daran, den Armen nichts moralisch zu schulden, mit den Rechtfertigungen von Sklavenhaltern und sprach sich dafür aus, mindestens zehn Prozent des eigenen Einkommens zur Linderung der globalen Armut zu spenden. Parfit schrieb:

“Some of us ask how much of our wealth we rich people ought to give to these poorest people. But that question wrongly assumes that our wealth is ours to give. This wealth is legally ours. But these poorest people have much stronger moral claims to some of this wealth”

„Einige von uns fragen sich, wie viel sie den Ärmsten geben sollten. Doch diese Frage nimmt fälschlicherweise an, dass unser Reichtum uns gehört und wir darüber verfügen dürfen. Dieser Reichtum gehört uns zwar von Gesetzes wegen. Die Ärmsten haben jedoch viel stärkere moralische Ansprüche auf einen Teil davon.“

## Schriften (Auswahl)
- Personal Identity. In: Philosophical Review, 1971, 80, S. 3–27 (deutsch: Personale Identität. In: Michael Quante (Hrsg.): Personale Identität. Schöningh, Paderborn 1999, S. 71–99).
- Later Selves and Moral Principles. In: Alan Montefiore (Hrsg.): Philosophy and Personal Relations. Routledge and Kegan Paul, London 1972, ISBN 0-7735-0179-7, S. 137–169.
- Is Common-Sense Morality Self-Defeating? In: The Journal of Philosophy, 10/1979, 76, S. 533–545.
- Personal Identity and Rationality. In: Synthese, 2/1982, 53, S. 227–241.
- Reasons and Persons. Clarendon Press, Oxford 1984, ISBN 0-19-824615-3.[22]
- The Unimportance of Identity. In: H. Harris (Hrsg.): Identity. Oxford 1995, S. 13–45 (deutsch: Die Bedeutungslosigkeit der Identität. In: Derek Parfit: Personen, Normativität, Moral. Suhrkamp, Berlin 2017, S. 69–105).
- mit John Broome: Reasons and Motivation. In: Proceedings of the Aristotelian Society, Supplementary Volumes, 1997, 71, S. 99–146; ISSN 0309-7013.
- Why anything? Why this? In: London Book Review, 5. Februar 1998, 20 (3), S. 22–25; lrb.co.uk
- Experiences, Subjects, and Conceptual Schemes. In: Philosophical Topics, 1999, 26, S. 217–270.
- The Unimportance of Identity. In: Raymond Martin, John Barresi (Hrsg.): Personal Identity. Blackwell Publishers, Oxford 2003, S. 292–317.
- Overpopulation and the Quality of Life. In: Jesper Ryberg, Torbjörn Tännsjö (Hrsg.): The Repugnant Conclusion. Kluwer, Dordrecht 2004, S. 7–22; colorado.edu/philosophy (PDF).
- Normativity. In: Russ Shafer-Landau (Hrsg.): Oxford Studies in Metaethics, 2006, 1, S. 325–380; ZDB-ID 2240356-5.
- On What Matters. 3 Bände. Oxford University Press, Oxford 2011 (Band 1 und 2) bzw. Oxford 2017 (Band 3), ISBN 978-0-19-926592-3 (Ausschnitte auf Deutsch erschienen in: Derek Parfit: Personen, Normativität, Moral. Suhrkamp, Berlin 2017)[23]